# Gordius aquaticus

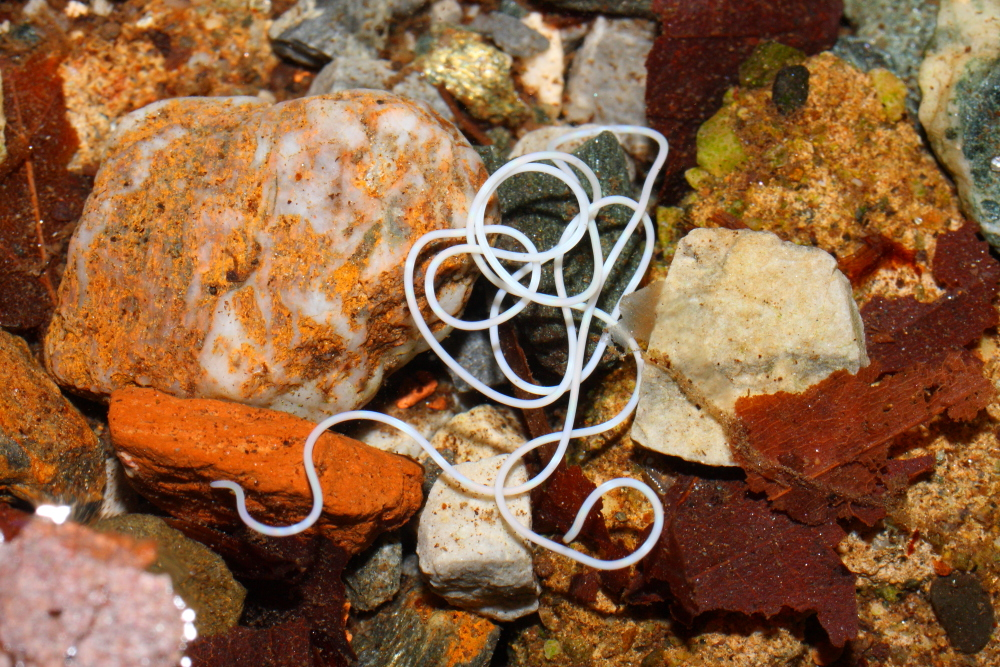
Um verme-crina-de-cavalo em estado adulto

Gordius aquaticus é um parasita nematomorfo do gênero Gordius cujas larvas, muito pequenas, desenvolvem-se no intestino de insetos como gafanhotos, grilos, libélulas e louva-deuses, entre outros. Ao tornar-se adulto, transforma-se num "fio" longo, que é quando o verme se torna sexualmente maduro e força seu hospedeiro, típico da terra, a entrar na água para liberá-lo. Humanos também podem ser infestados, mas os danos à saúde ainda são desconhecidos.
Descoberto por Linnaeus em 1758, é relacionado à lombriga e popularmente é conhecido como "verme-crina-de-cavalo".